# Composition des équipes féminines de handball aux Jeux olympiques d'été de 2012
Pour un article plus général, voir Tournoi féminin de handball aux Jeux olympiques d'été de 2012.
Cet article liste les compositions des équipes féminines qualifiées pour la compétition de handball aux Jeux olympiques d'été de 2012 organisés à Londres du 28 juillet au 11 août 2012.

## Remarques
L'âge, le nombre de sélections et le nombre de buts sont en date du 28 juillet 2012, date de début de la compétition. Quant au club, il s'agit en principe de celui pour la saison 2011-2012.

## Effectifs

### Russie
Remarque : statistiques au 15 juillet 2012